# لاندا (داغستان)
لاندا (به لاتین: Landa) یک منطقهٔ مسکونی در روسیه است که در داغستان واقع شده‌است.